# Каэй

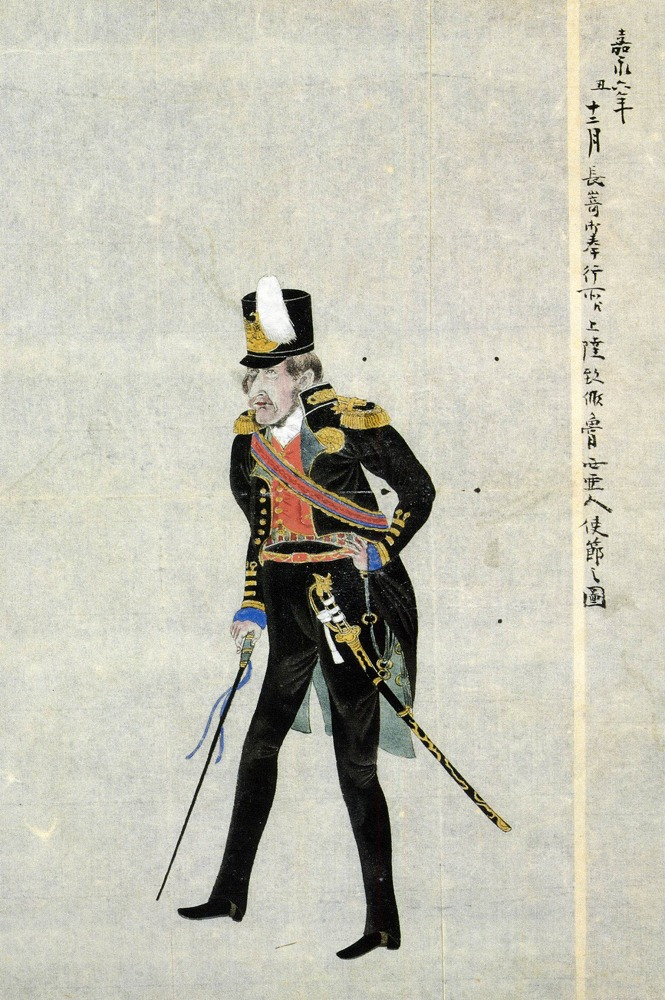
Путятин в Нагасаки, 1853 год

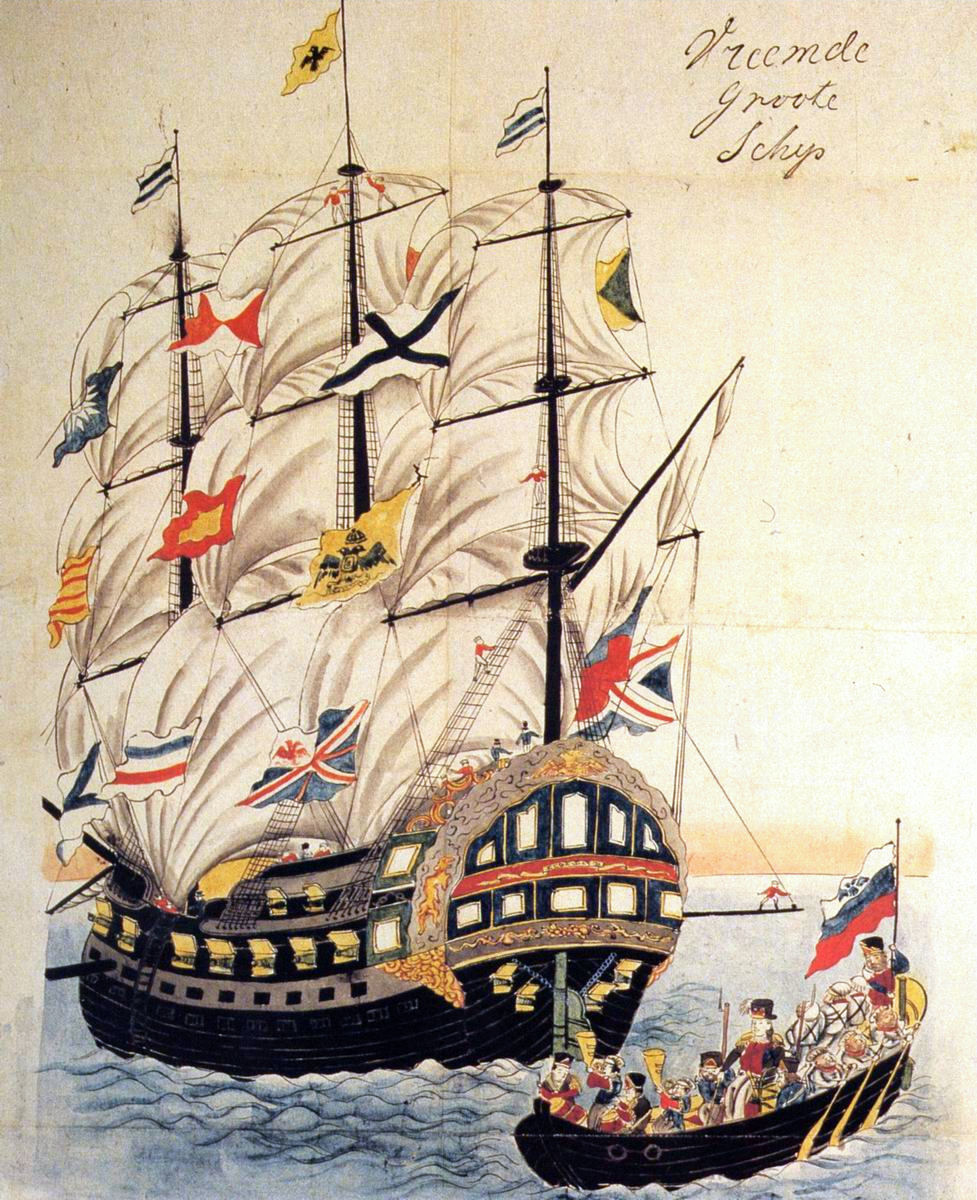
Фрегат «Паллада», японская картина 1854 года

Каэй (яп. 嘉永 каэй, вечное блаженство) — девиз правления (нэнго) японского императора Комэя, использовавшийся с 1848 по 1854 год.

## Продолжительность
Начало и конец эры:
- 28-й день 2-й луны 5-го года Кока (по григорианскому календарю — 1 апреля 1848);
- 27-й день 11-й луны 7-го года Каэй (по григорианскому календарю — 15 января 1855).

## Происхождение
Название нэнго было заимствовано из 20-го цзюаня древнекитайского сочинения Книга Сун:「思皇享多祐、嘉楽永無央」.

## События
- июль 1848 года (1-й год Каэй) — Ранальд Макдональд, (р. 1824, Астория, штат Орегон) пересел из китобоя «Плимут» в маленькую лодку и высадился на острове Рисири. Он был арестован и отправлен из Рисири в Нагасаки, где находился в заключении. Макдональд начал преподавать английский язык 14 ученикам, в том числе Эйносукэ Морияме, который впоследствии станет переводчиком с японской стороны во время прибытия коммодора Перри в Японию в 1854 году. В Японии Макдональд считается «первым учителем — носителем английского языка в японской истории»[7];
- 1849 год (2-й год Каэй) — в голландской фактории на Дэдзиме стали применять медицинскую практику вакцинации[8];
- 11 марта 1853 года (2-й день 2-й луны 2-го года Каэй) — Землетрясение в Одавара годов Каэй (яп. 嘉永小田原地震 каэй одавара дзисин), разрушившее город Одавара;
- июль 1853 года (6-й год Каэй) — коммодор Мэтью Перри прибыл в японские воды во главе четырёх кораблей Военно-морского флота США[9];
- 22 августа 1853 года (18-й день 7-й луны 6-го года Каэй) — в порт Нагасаки прибыл фрегат «Паллада» во главе с Ефимием Путятиным;
- 1854 год (7-й год Каэй) — землетрясение разрушило каменную стену замка Эдо[10];
- 1854 год (7-й год Каэй) — заключение Канагавского договора между США и Японией[11];
- 2 мая 1854 года (6-й день 4-й луны 7-го года Каэй) — пожар в императорском дворце[12];
- 1854 год (27-й день 11-й луны 7-го года Каэй)- девиз правления был изменён на Ансэй (буквально «спокойное правительство»), что должно было возвестить о начале мирного периода. Толчком к перемене девиза якобы стал прошлогодний пожар в императорском дворце в Киото[13].

## Сравнительная таблица
Ниже представлена таблица соответствия японского традиционного и европейского летосчисления. В скобках к номеру года японской эры указано название соответствующего года из 60-летнего цикла китайской системы гань-чжи. Японские месяцы традиционно названы лунами.
| 1-й год Каэй (Земляная Обезьяна)    | 1-я луна*       | 2-я луна¶  | 3-я луна*              | 4-я луна* | 5-я луна               | 6-я луна* | 7-я луна  | 8-я луна*              | 9-я луна    | 10-я луна  | 11-я луна  | 12-я луна*    |                |
| ----------------------------------- | --------------- | ---------- | ---------------------- | --------- | ---------------------- | --------- | --------- | ---------------------- | ----------- | ---------- | ---------- | ------------- | -------------- |
| Григорианский календарь             | 5 февраля 1848  | 5 марта    | 4 апреля               | 3 мая     | 1 июня                 | 1 июля    | 30 июля   | 29 августа             | 27 сентября | 27 октября | 26 ноября  | 26 декабря    |                |
| Юлианский календарь                 | 24 января 1848  | 22 февраля | 23 марта               | 21 апреля | 20 мая                 | 19 июня   | 18 июля   | 17 августа             | 15 сентября | 15 октября | 14 ноября  | 14 декабря    |                |
| 2-й год Каэй (Земляной Петух)       | 1-я луна        | 2-я луна*  | 3-я луна               | 4-я луна* | 4-я луна* (високосная) | 5-я луна  | 6-я луна* | 7-я луна               | 8-я луна*   | 9-я луна   | 10-я луна  | 11-я луна*    | 12-я луна      |
| Григорианский календарь             | 24 января 1849  | 23 февраля | 24 марта               | 23 апреля | 22 мая                 | 20 июня   | 20 июля   | 18 августа             | 17 сентября | 16 октября | 15 ноября  | 15 декабря    | 13 января 1850 |
| Юлианский календарь                 | 12 января 1849  | 11 февраля | 12 марта               | 11 апреля | 10 мая                 | 8 июня    | 8 июля    | 6 августа              | 5 сентября  | 4 октября  | 3 ноября   | 3 декабря     | 1 января 1850  |
| 3-й год Каэй (Металлическая Собака) | 1-я луна        | 2-я луна*  | 3-я луна               | 4-я луна* | 5-я луна*              | 6-я луна  | 7-я луна* | 8-я луна               | 9-я луна*   | 10-я луна  | 11-я луна* | 12-я луна     |                |
| Григорианский календарь             | 12 февраля 1850 | 14 марта   | 12 апреля              | 12 мая    | 10 июня                | 9 июля    | 8 августа | 6 сентября             | 6 октября   | 4 ноября   | 4 декабря  | 2 января 1851 |                |
| Юлианский календарь                 | 31 января 1850  | 2 марта    | 31 марта               | 30 апреля | 29 мая                 | 27 июня   | 27 июля   | 25 августа             | 24 сентября | 23 октября | 22 ноября  | 21 декабря    |                |
| 4-й год Каэй (Металлическая Свинья) | 1-я луна        | 2-я луна   | 3-я луна*              | 4-я луна  | 5-я луна*              | 6-я луна* | 7-я луна  | 8-я луна*              | 9-я луна    | 10-я луна* | 11-я луна  | 12-я луна*    |                |
| Григорианский календарь             | 1 февраля 1851  | 3 марта    | 2 апреля               | 1 мая     | 31 мая                 | 29 июня   | 28 июля   | 27 августа             | 25 сентября | 25 октября | 23 ноября  | 23 декабря    |                |
| Юлианский календарь                 | 20 января 1851  | 19 февраля | 21 марта               | 19 апреля | 19 мая                 | 17 июня   | 16 июля   | 15 августа             | 13 сентября | 13 октября | 11 ноября  | 11 декабря    |                |
| 5-й год Каэй (Водяная Крыса)        | 1-я луна        | 2-я луна   | 2-я луна* (високосная) | 3-я луна  | 4-я луна               | 5-я луна* | 6-я луна* | 7-я луна               | 8-я луна*   | 9-я луна   | 10-я луна* | 11-я луна     | 12-я луна*     |
| Григорианский календарь             | 21 января 1852  | 20 февраля | 21 марта               | 19 апреля | 19 мая                 | 18 июня   | 17 июля   | 15 августа             | 14 сентября | 13 октября | 12 ноября  | 11 декабря    | 10 января 1853 |
| Юлианский календарь                 | 9 января 1852   | 8 февраля  | 9 марта                | 7 апреля  | 7 мая                  | 6 июня    | 5 июля    | 3 августа              | 2 сентября  | 1 октября  | 31 октября | 29 ноября     | 29 декабря     |
| 6-й год Каэй (Водяной Бык)          | 1-я луна        | 2-я луна*  | 3-я луна               | 4-я луна  | 5-я луна*              | 6-я луна  | 7-я луна* | 8-я луна               | 9-я луна*   | 10-я луна  | 11-я луна* | 12-я луна     |                |
| Григорианский календарь             | 8 февраля 1853  | 10 марта   | 8 апреля               | 8 мая     | 7 июня                 | 6 июля    | 5 августа | 3 сентября             | 3 октября   | 1 ноября   | 1 декабря  | 30 декабря    |                |
| Юлианский календарь                 | 27 января 1853  | 26 февраля | 27 марта               | 26 апреля | 26 мая                 | 24 июня   | 24 июля   | 22 августа             | 21 сентября | 20 октября | 19 ноября  | 18 декабря    |                |
| 7-й год Каэй (Деревянный Тигр)      | 1-я луна*       | 2-я луна   | 3-я луна*              | 4-я луна  | 5-я луна*              | 6-я луна  | 7-я луна  | 7-я луна* (високосная) | 8-я луна    | 9-я луна*  | 10-я луна  | 11-я луна*¶   | 12-я луна      |
| Григорианский календарь             | 29 января 1854  | 27 февраля | 29 марта               | 27 апреля | 27 мая                 | 25 июня   | 25 июля   | 24 августа             | 22 сентября | 22 октября | 20 ноября  | 20 декабря    | 18 января 1855 |
| Юлианский календарь                 | 17 января 1854  | 15 февраля | 17 марта               | 15 апреля | 15 мая                 | 13 июня   | 13 июля   | 12 августа             | 10 сентября | 10 октября | 8 ноября   | 8 декабря     | 6 января 1855  |

* звёздочкой отмечены короткие месяцы (луны) продолжительностью 29 дней. Остальные месяцы длятся 30 дней.